# Bombardine
Bombardine er et pigenavn, der stammer fra det 19. århundrede. En pige blev født under Københavns bombardement og opkaldt herefter. Navnet anvendes ikke længere ifølge Danmarks Statistik.

## Navnet anvendt i fiktion
- "Bombardine" er titlen på en sang skrevet af nu afdøde overpostbud Richard V. Nielsen, som skrev revyviser og lejlighedssange i sin fritid. Den er blandt andet indspillet af Dræsinebanden, Inger-Lise Gaarde og Fynsk Harmoniforvirring.[kilde mangler]